# Контрольно-аналитическая служба Московской патриархии
Контрольно-аналитическая служба Управления делами Московской Патриархии — подразделение Управления делами Русской православной церкви.

## История
В июле 2010 года в рамках реформы центрального аппарата Русской православной церкви в структуре управления делами Московской патриархии была создана контрольно-аналитическая служба (КАС УДМП). В цели и задачи КАС УДМП входит «рассмотрение документов и дел, касающихся выявленных нарушений в епархиях Устава Русской православной церкви, решений поместных и архиерейских соборов Русской православной церкви, Священного синода и Общецерковного суда, а также касающихся просрочки выполнения, невыполнения или частичного выполнения поручений, содержащихся в указах, резолюциях и распоряжениях Патриарха и Священного Синода». КАС УДМП осуществляет также досудебное следствие по искам и делам, направляемым Патриархом Московским и всея Руси на рассмотрение Общецерковного суда Русской православной церкви.
Руководитель службы является одновременно заместителем управляющего делами Московской патриархии. Решением Священного синода от 26 июля 2010 года руководителем контрольно-аналитической службы назначен архимандрит Савва (Тутунов).
О задачах КАС УДМП игумен Савва (Тутунов) сказал:

У нас два направления контроля. Первое — исполнение решений Архиерейских соборов и совещаний, Священного синода. Естественно, где-то возникают сбои: иногда из-за непонимания или незнания, а бывает, из-за недобросовестности. И надо отследить, где решения не исполнены и почему. Второе направление — работа по обращениям на имя Святейшего Патриарха. Ежедневно поступает некоторое количество жалоб. Жалуются на священников, епископов, настоятелей монастырей. В большинстве случаев это клевета. Писать кляузы у нас любят. В ряде случаев речь идет о халатности, зачастую допущенной по незнанию. <…> Всякий священник, считающий, что с ним поступили несправедливо, имеет право направить апелляцию на имя Предстоятеля. Патриарх Кирилл дал чёткую установку: любая жалоба на его имя должна быть изучена, и на неё должен быть направлен обстоятельный ответ.

В интервью газете «Известия» архимандрит Савва (Тутунов) отметил, что когда в блогах его называют «инквизитором», то:

исторические параллели тут хромают. Инквизиция на Западе была создана как следствие по делам веры, у нас же вопросами вероучения занимается Синодальная богословская комиссия. Кроме того, так сложилось, что инквизиция считается репрессивным аппаратом, а у нас другие функции.
.

## Функции
Согласно «Положению об Управлении делами Московской Патриархии» Контрольно-аналитическая служба:
- осуществляет рассмотрение документов и дел, касающихся выявленных нарушений в епархиях Устава Русской православной церкви, решений Поместных и Архиерейских соборов Русской православной церкви, Священного синода и Общецерковного суда, а также касающихся просрочки выполнения, невыполнения или частичного выполнения поручений, содержащихся в указах, резолюциях и распоряжениях патриарха и Священного синода;
- на основании распоряжения Патриарха готовит поступившие на имя Патриарха заявления и апелляционные жалобы для рассмотрения в Общецерковном суде первой и второй инстанции;
- на основании распоряжения Патриарха готовит проведение плановых и внеплановых проверок деятельности епархий и осуществляет анализ результатов этих проверок;
- исполняет иные поручения патриарха и Священного синода.